# Karate na Letnich Igrzyskach Olimpijskich 2020 – kata kobiet
Kata kobiet było jedną z konkurencji rozgrywanych w ramach karate podczas Letnich Igrzysk Olimpijskich 2020. Zawody zostały rozegrane w hali Nippon Budōkan. Było to jedna z konkurencji debiutujących podczas igrzysk w Tokio.

## Terminarz
Wszystkie godziny są podane w czasie tokijskim (UTC+09:00),
| Data            | Godzina |                           |
| --------------- | ------- | ------------------------- |
| 5 sierpnia 2021 | 10:00   | Runda eliminacyjna        |
| 5 sierpnia 2021 | 11:25   | Runda rankingowa          |
| 5 sierpnia 2021 | 19:30   | Pojedynek o brązowy medal |
| 5 sierpnia 2021 | 19:50   | Pojedynek o złoty medal   |

## Format
Zawodniczki zostały podzielone na dwie grupy. W rundzie eliminacyjnej każda z nich wykonywała dwa oceniane zestawy ćwiczeń kata. Wynik zawodniczki był średnią z dwóch ćwiczeń. Trzy najlepsze zawodniczki awansowały do rundy rankingowej, w której wykonywały one trzeci zestaw ćwiczeń. Zawodniczki które zajęły pierwsze miejsce w grupach spotkały się w walce o złoty medal. Zawodniczki z miejsc 2 - 3 walczyły o brązowe medale (zawodniczka z miejsca 2 w grupie A walczyła z zawodniczką z 3 miejsca w grupie B).

## Wyniki

### Eliminacje
Grupa A
| Pozycja | Zawodniczka           | Kraj               | 1 kata | 2 kata | Średnia | 3 kata | Wynik | Uwagi |
| ------- | --------------------- | ------------------ | ------ | ------ | ------- | ------ | ----- | ----- |
| 1.      | Sandra Sánchez        | Hiszpania          | 27,26  | 27,60  | 27,43   | 27,86  |       |       |
| 2.      | Grace Lau             | Hongkong           | 25,68  | 26,62  | 26,15   | 26,40  |       |       |
| 3.      | Sakura Kokumai        | Stany Zjednoczone  | 25,42  | 26,08  | 25,75   | 25,54  |       |       |
| 4.      | Jasmin Jüttner        | Niemcy             | 24,42  | 24,16  | 24,29   | NQ     | NQ    |       |
| 5.      | Puleksenija Jovanoska | Macedonia Północna | 23,80  | 24,00  | 23,90   | NQ     | NQ    |       |

Grupa B
| Pozycja | Zawodniczka       | Kraj          | 1 kata | 2 kata | Średnia | 3 kata | Wynik | Uwagi |
| ------- | ----------------- | ------------- | ------ | ------ | ------- | ------ | ----- | ----- |
| 1.      | Kiyou Shimizu     | Japonia       | 27,40  | 28,00  | 27,70   | 27,86  |       |       |
| 2.      | Viviana Bottaro   | Włochy        | 25,54  | 25,60  | 25,57   | 26,46  |       |       |
| 3.      | Dilara Bozan      | Turcja        | 24,46  | 25,06  | 24,76   | 25,78  |       |       |
| 4.      | Alexandra Feracci | Francja       | 24,32  | 24,48  | 24,40   | NQ     | NQ    |       |
| 5.      | Andrea Anacan     | Nowa Zelandia | 23,46  | 23,78  | 23,62   | NQ     | NQ    |       |

### Finały
|  | O brązowy medal |       |
|  |                 |       |
|  | Grace Lau       | 26,94 |
|  | Dilara Bozan    | 26,52 |

|  | O brązowy medal |       |
|  |                 |       |
|  | Sakura Kokumai  | 25,40 |
|  | Viviana Bottaro | 26,48 |

|  | o Złoty medal  |       |
|  |                |       |
|  | Sandra Sánchez | 28,06 |
|  | Kiyou Shimizu  | 27,88 |